# Trimorphomyces
Trimorphomyces är ett släkte av svampar. Trimorphomyces ingår i familjen Tremellaceae, ordningen gelésvampar, klassen Tremellomycetes, divisionen basidiesvampar och riket svampar.
|                | Tremella                                       |
|                |                                                |
|                | Cryptococcus                                   |
|                |                                                |
|                | Holtermannia                                   |
|                |                                                |
|                | Epidochium                                     |
|                |                                                |
|                | Bullera                                        |
|                |                                                |
|                | Filobasidiella                                 |
|                |                                                |
|                | Dioszegia                                      |
|                |                                                |
|                | Papiliotrema                                   |
|                |                                                |
|                | Bulleribasidium                                |
|                |                                                |
|                | Hormomyces                                     |
|                |                                                |
|                | Auriculibuller                                 |
|                |                                                |
|                | Dictyotremella                                 |
|                |                                                |
|                | Biatoropsis                                    |
|                |                                                |
|                | Bulleromyces                                   |
|                |                                                |
|                | Tsuchiyaea                                     |
|                |                                                |
|                | Neotremella                                    |
|                |                                                |
| Trimorphomyces | \| \| Trimorphomyces papilionaceus \| \| \| \| |
|                | \| \| Trimorphomyces papilionaceus \| \| \| \| |
|                | Sirotrema                                      |
|                |                                                |
|                | Trimorphomyces papilionaceus                   |
|                |                                                |

|  | Trimorphomyces papilionaceus |
|  |                              |